# Négligence (abus)
Pour les articles homonymes, voir Négligence.
Une négligence est une forme passive d'abus et de maltraitance durant lesquels l'auteur responsable des soins d'une personne incapable de se prendre en charge seule ne lui fournit pas les traitements adéquats, ce dont découle un mal-être physique ou psychologique de la victime[réf. nécessaire].
La négligence peut inclure une faute de soin, de nutrition, de santé médicale ou tout autre besoin qu'une personne est dans l’incapacité de satisfaire elle-même.
La victime peut être un enfant, un adulte mentalement ou physiquement handicapé, et toute personne dépendante et vulnérable. La négligence peut porter sur un animal domestique. Elle peut concerner aussi une plante ou un objet inanimé.

## Négligence parentale
La négligence parentale est « l'échec chronique du parent à répondre aux divers besoins de son enfant sur les plans de la santé, de l'hygiène, de la protection, de l'éducation ou des émotions ». La négligence parentale est une des formes les plus fréquentes (42 %) des cas de mauvais traitement aux enfants, selon une étude menées en 2000 au Québec.